# Dolichopeza borneensis
Dolichopeza borneensis är en tvåvingeart som först beskrevs av Edwards 1926.  Dolichopeza borneensis ingår i släktet Dolichopeza och familjen storharkrankar. Inga underarter finns listade i Catalogue of Life.